# Virantanaz

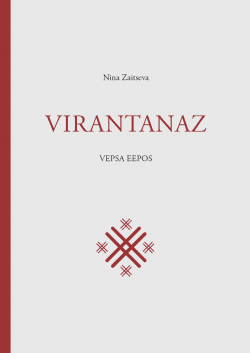
Die zweisprachige estnisch-wepsische Ausgabe (2018)

Virantanaz (wepsisch, ‚Hof von Vir‘) ist der Titel eines 2012 erschienenen Epos der wepsischen Sprachwissenschaftlerin und Autorin Nina Zaiceva.

## Entstehungsgeschichte
Die Initiative zur Abfassung eines wepsischen Epos geht zurück auf Markku Nieminen, den Gründer der im finnischen Kuhmo ansässigen Stiftung Juminkeko, der die Autorin zur Übertragung des Kalevala ins Wepsische anregte und später die Idee eines eigenständigen wepsischen Epos unterstützte. Im Vorfeld stellte die Autorin gemeinsam mit ihrer Kollegin, der Folkloristin O.Ju. Žukova, eine umfangreiche Sammlung wepsischer Klagelieder zusammen, die im selben Jahr wie das Epos erschien. Das Epos ist zwar eine von der Autorin erdachte Kunstdichtung, verarbeitet aber zahlreiche Elemente der wepsischen Folklore.

## Aufbau und Inhalt des Epos

### Form
Das Epos ist in siebzehn Kapitel von recht unterschiedlicher Länger gegliedert und umfasst insgesamt 2778 Zeilen. Damit ist es deutlich kürzer als die ostseefinnischen Verwandten Kalevala (22.795 Zeilen) und Kalevipoeg (19.033). und es weist noch einen weiteren wesentlichen Unterschied zu den beiden Epen aus dem 19. Jahrhundert auf: Während das estnische und das finnische Epos im vierhebigen Trochäus abgefasst sind und keinen Endreim, sondern Stabreim (Alliteration) aufweisen, verfügt Virantanaz in weiten Strecken über einen Endreim, wobei die Silbenzahl pro Zeile zwischen sechs und acht schwanken kann. Am Ende des Epos wird noch ein weiteres Versmaß angewendet, was die Autorin auch explizit im Text erwähnt.

### Inhaltsaufriss der einzelnen Kapitel
1. Vorwort der Erzählerin (60 Zeilen). Die Autorin berichtet über die Entstehungsgeschichte und erläutert ihr Verfahren, mit dem sie das Epos zusammengestellt hat. Auch erfolgen Hinweise auf die zugrundeliegende Materialsammlung.
2. Vorwort zum Epos (72 Zeilen). Hier wird der Ursprung der verwendeten Geschichten erläutert, außerdem wird explizit der Bär als Stammvater der Wepsen genannt.
3. Die Lehre des Bären, des Stammvaters der Sippe (144 Zeilen). Einführung des Bären, der eine Art Predigt hält: Wenn man ihm zuhört und alle seine Ratschläge befolgt, wird es allen gut gehen. Es folgen noch weitere Belehrungen über den Umgang mit der Natur.
4. Das Leben im Wald (253 Zeilen). In diesem umfangreichen Kapitel wird das vergleichsweise idyllische Leben im Wald beschrieben, das ganz im Einklang mit der Natur verlief. Am Ende erfolgt auch noch eine Beschreibung verschiedener Speisen und des Bierbrauens.
5. Sitten und Bräuche (72 Zeilen). Ein kurzes Zwischenstück über alte Sitten, Erläuterung diverser animistischen Praktiken der Wepsen, ebenfalls wird die Rolle von Hausgeistern und dem Waldgeist erklärt.
6. Im alten Hof von Vir (24 Zeilen). Nur ein kurzes Überleitungsstück zur Einführung der beiden Hauptpersonen Vir und Aira, Letztere stammt von den Samen ab, ihre Schönheit hatte Vir verzaubert, weswegen er um ihre Hand anhielt.
7. Airas Geschichte (156 Zeilen). Rückblende über Airas Werdegang, deren samische Eltern eines Tages von der Tundra nicht mehr zurückkehrten, woraufhin die verwaiste Aira zu einer Schamanin gebracht wird. Sie ist für ihre Heilkünste bekannt und zieht Aira auf. Dort stößt auch Vir auf sie.
8. Die Familie von Vir und Aira (60 Zeilen). Aira ist schwanger, Tante Anni, die Schwester der früh verstorbenen Mutter von Vir, wird gerufen. Sie ist unverheiratet, kennt viele Beschwörungen und kann auch heilen. Sie hat wenig Glück im Leben gehabt, nachdem sie in jungen Jahren von Timoi sitzen gelassen worden war, der fortzog und eine andere heiratete. Die Autorin schweift ab und beschließt dann am Ende, einen ganzen Zyklus über Anni einzuschieben.
9. Annis Geschichte (384 Zeilen). Anni verirrte sich einst beim Beerensammeln im Wald und stieß auf den Waldgeist, der ihr verspricht, zu besonderem Wissen zu verhelfen, wenn sie ihm ihre Seele anvertraut. Durch einen Kuss verliert sie ihre Seele, alle Sinne schwinden ihr. Später verliert sie eine Kuh im Wald, woraufhin der Waldgeist als Schlange erscheint und Anni die Fähigkeit zu reden nimmt. Sie wird dann zu einem Schamanen am Dorfrand zur Heilung gebracht, der erkennt, dass der Waldgeist Macht über sie hat, kann aber nicht direkt helfen kann. Dann besinnt sich Anni und sucht Hilfe bei einer Birke. Es folgt eine Auflistung über all das Gute, was von einer Birke kommt. Danach ist alles besser, sie will auch von Timoi nichts mehr wissen, bleibt unverheiratet und wird Zauberin. Sie kennt alle alten Weisheiten der Wepsen und heilt die Menschen, kennt Beschwörungsformeln gegen Schlangenbisse, zum Kalben und zur Beschützung von Kindern vor dem bösen Blick.
10. Airas erste Geburt (84 Zeilen). Anni hilft mit Beschwörungsformeln, trotzdem stirbt das Kind.
11. Die Kinder von Aira und Vir (313 Zeilen). Lange herrschte Trauer, aber dann wird Aira wieder schwanger und Tochter Tal‘oi wird geboren, Anni sagt ihr einen fernen Freier vorher, woraufhin Aira erschrickt. Wepsische Kindergeschichten gehen von der Mutter auf die Tochter über. Es werden noch zwei Söhne geboren, die bald heiraten, aber Tal’oi findet noch keinen passenden Mann, obwohl sie davon träumt und darüber singt. Sodann wird eine Ballade über ihre künftige Heirat eingeflochten. Vir ist nicht böse, dass seine Tochter keinen findet, sie soll sich in aller Ruhe selbst einen suchen. Die Zeit verstreicht, das Dorfleben geht weiter. Am Schluss Überleitung zum Hirten, der in jedem Dorf an erster Stelle steht und fast die Position eines Schamanen hat, da er das Leben hütet. Da man sich im Allgemeinen auf die Getreideernte nicht verlassen kann, ist das Hüten von Tieren wichtiger.
12. Die Geschichte des Hirten Van‘oi (326 Zeilen). Ausführliche Beschreibung des Hirten Van’oi, dessen Vater Pan’oi früh verwitwete, sodass er den Sohn alleine aufzog. Als sie im Frühjahr nichts mehr zu essen haben, schickt er den Sohn als Hirten in die Fremde. Der will zunächst nicht weg, aber der Vater tröstet ihn damit, dass es nicht für immer ist, sondern nur für eine Lehrzeit. Danach werden allerlei Verhaltensmaßregeln für Hirten mitgeteilt, mit viel Respekt für die Natur. Der Vater rät ihm, zu Tante Anni zu gehen, die alles begreift und weiß, wie man hütet und was man im Wald zu tun hat. Als Van’oi zu Anni kommt, trifft er sie auf dem Krankenlager vor und erschrickt. Er bietet Hilfe an, worüber Anni sich freut und ihm im Gegenzug Hütebeschwörungsformeln anvertraut. Nach weiteren Ratschlägen und Handreichungen von Anni zieht Van’oi schließlich als Hirte ab. Vor ihrem Tod ruft Anni ihn wieder zu sich, um ihm ihre Weisheiten weiterzureichen, ehe sie in Ruhe sterben kann.
13. Tod von Tante Anni (156 Zeilen). Vir hört im Wald von einem Kuckuck von Annis Tod und eilt zu ihr. Klagelied von Tal’oi, nach einer kurzen Überleitung, in der über alles für die Beerdigung Erforderliche berichtet wird, folgt ein Erinnerungsklagelied von Tal’oi auf dem Friedhof.
14. Virs Jagdkünste (36 Zeilen). Kurzes Überleitungsstück über die Jagdfertigkeiten von Vir. Er kennt den Wald gut, schont die Tiere und tötet keine Muttertiere. Die Kunde davon dringt auch an das Ohr eines Fürsten, der neugierig wird und den famosen Jäger gerne mal treffen will. Am Ende Ankündigung des Wechsels des Versmaßes.
15. Die Jagd auf dem alten Hof von Vir (348 Zeilen). Anreise des Fürsten aus Moskau. Er bewundert die reiche Natur in der Umgebung von Virantanaz. Ihm fällt ein, dass sie hier eine andere Sprache sprechen, und er macht sich über das Wepsische lustig. Auf der Suche nach Abwechslung hat es ihn hierher verschlagen. Er klopft bei Vir an und wird eingelassen. Vir erkennt ihn dann plötzlich: In seiner Zeit in der Armee ist er einmal vom Fürsten ausgepeitscht worden. Vir lüftet sein Hemd und zeigt dem Fürsten die Narben auf seinem Rücken. Dieser schüttelt zunächst den Kopf, denkt aber weiter nach und steht dann schnell auf, um wieder wegzugehen. Da erscheint Tal’oi in der Tür, und der Fürst ist wie vom Donner gerührt angesichts ihrer Schönheit. Er schlägt dem Hausherrn vor, sofort auf die Jagd zu gehen, der sie jedoch auf morgen verschieben will, da es schon spät ist und seine Tochter dem Gast ein Nachtlager bereitet habe. Am nächsten Morgen Aufbruch zur Jagd. Der Fürst ist ein wenig beklommen, weil er nicht ausschließt, dass Vir es ja auch auf ihn abgesehen haben könnte. Die Hunde haben Witterung aufgenommen, die Männer umzingeln eine Höhle. Ein riesiger Bär springt heraus, alle Männer flüchten, aber der Fürst wird von ihm erwischt und niedergeschlagen. Er schaut dem Tod ins Auge, da kommt Vir und sticht dem Bären sein Messer in die Kehle. Verbrüderung und anschließender Saunabesuch.
16. Brautwerbung Tal’ois (216 Zeilen). Die Gäste müssen sich auf den Weg machen, aber der Fürst hat keine Eile. Er bittet Vir ziemlich direkt um die Hand seiner Tochter, woraufhin dieser erwidert, dass seine Tochter keine Puppe sei und sie schon selbst entscheiden müsse. Tal’oi ist sofort gerne bereit, will allerdings die Hochzeit unbedingt auf ihre Weise feiern, also mit ordentlichen wepsischen Klageliedern, da danach ja ohnehin Russland auf sie warte. Mutter heizt die Sauna an, die Freundinnen bringen Tal’oi hinein, zahlreiche wepsische Hochzeitsrituale und ein Klagelied. So endete die Wanderung des Fürsten in die Urwälder des Wepsenlandes.
17. Schlussworte (74). Abschluss mit nochmaliger Betonung der Wichtigkeit der Muttersprache.

## Themen und Deutung
Ein an mehreren Stellen aufblitzendes Thema ist die Muttersprache, deren Wichtigkeit die Autorin betont und die zu pflegen sie die Leserschaft anhält. Das Hauptthema dürfte jedoch das Leben im Einklang mit der Natur sein, das sich wie ein roter Faden durch den gesamten Text zieht. Indem die alte, traditionelle Lebensweise der Wepsen dargestellt wird, erhält das Epos automatisch gewissermaßen eine „ökologische Komponente“, da die Wepsen erst sehr spät zur Landwirtschaft übergegangen sind. Bis weit in die Neuzeit hinein hat ihnen der Wald alles gegeben, was sie brauchten. Daher muss der Wald auch geschützt und eben nicht „ausgebeutet“ werden. So sollen beispielsweise Ameisen nicht belästigt werden, da auch sie ein Recht zu leben hätten (Zeilen 1811–1814). Die Bäume haben Augen und sehen alles, der Waldgeist hört alles (Zeile 1863). An vielen Stellen wird auf den behutsamen Umgang mit den natürlichen Ressourcen hingewiesen, und letztlich ist auch die beschriebene Jagd insofern nachhaltig, als keine Muttertiere getötet werden.
Weitere Themen sind die Geschichte der Wepsen im Allgemeinen, was durch die Einarbeitung vieler überlieferter Mythen und Lieder, aber auch modernerer Erzählungen und Dichtungen geschieht. Somit wird ein ganzes wepsisches Universum geschaffen, weswegen der estnische Folklorist und Kenner des Wepsischen (sowie einer der Übersetzer ins Estnischen) Madis Arukask Virantanaz als „Überlebensepos“ bezeichnet hat. Damit meint er weniger die Zukunftsaussichten der vom Aussterben (bzw. der Assimilation) bedrohten Wepsen als Volk, sondern vor allem die Möglichkeit, dass mit diesem Text ein Denkmal aufgestellt worden ist, das die Erinnerung an die Wepsen auch dann noch wachhält, wenn ihre Sprache und Sitten dereinst untergegangen sein sollten.

## Ausgaben
- Virantanaz. Vepsläine epos. Juminkeko, [Kuhmo] 2012. 93 S. (Juminkegon painadused 95)
- Virantanaz lapsile. Juminkeko, [Kuhmo:] 2012. 28 S. (Juminkeon julkaisuja 96)
- Nikolai Abramov und Nina Zaiceva: Kuldaižed sanad. Juminkeko, [Kuhmo] / Periodika, [Petroskoi] 2015. (enthält auch Virantanaz)
- Virantanaz. Vepsän eepos. Vepsläine epos. Vepsästä suomentaneet Olga Zaitseva ja Markku Nieminen. Juminkeko, [Kuhmo] 2013. 85 S. (Juminkeon julkaisuja 105)
- Virantanaz. Poètičeskij epos na vepsskom, finskom, èstonskom i russkom jazykach. Perevodčiki: M. Nieminen, Ja. Yjspuu (Õispuu), V.A. Agapitov. Periodika, Petroskoi 2016. 213 Seiten
- Virantanaz. Vepsa eepos. Tõlkinud, kommenteerinud ja saatesõna kirjutanud Madis Arukask. Tartu Ülikooli kirjastus, Tartu 2018. 276 S.
- Le Chant de l’ours. Épopée vepse par Nina Zaïtséva. Entre lacs et forêts de Carélie. Traduction française de Guillaume Gibert en collaboration avec Pierre Présumey. Illustrations Jüri Mildeberg. Borealia, Paris 2021. 144 S.

## Sekundärliteratur
- Madis Arukask: Regilaulud, eepos ja rahvuseks kirjutamise žanriprobleemid, in: Vikerkaar 1-2/2011, S. 92–104.
- Madis Arukask: Some Observations about Boundaries in Vepsian Folk Culture, in: Finno-Ugric Folklore, Myth and Cultural Identity. Proceedings of the Fifth International Symposium on Finno-Ugric Languages in Groningen, June 7-9, 2011. Ed. by Cornelius Hasselblatt, Adriaan van der Hoeven. Shaker, Maastricht 2012, S. 9–20.
- Madis Arukask: Vepslastest, nende ajaloost, traditsioonilisest eluviisist ja maailmapildist, in: Virantanaz. Vepsa eepos. Tõlkinud, kommenteerinud ja saatesõna kirjutanud Madis Arukask. Tartu Ülikooli kirjastus, Tartu 2018, S. 249–271.
- Enn Ernits: Vepsa rahvuseepost originaalis ja mitmes tõlkes lugedes, in: Keel ja Kirjandus 11/2019, S. 920–927.
- Guillaume Gibert: Panorama de la littérature vepse, in: Études Finno-Ougriennes 51-52-53, 2021, S. 141–174, doi:10.4000/efo.17424.
- Cornelius Hasselblatt: Über Epen überleben. Mögliche Gemeinsamkeiten von Kalevala, Kalevipoeg und Virantanaz, in: Itämeren kieliapajilta Volgan verkoille. Pühendusteos Riho Grünthalile 22. mail 2024. (Suomalais-Ugrilaisen Seuran Toimituksia = Mémoires de la Société Finno-Ougrienne 278), Helsinki 2024, S. 222-233.
- Cornelius Hasselblatt: Nationalismus und Ökologie. Lesarten des wepsischen Epos Virantanaz, in: Jahrbuch für finnisch-deutsche Literaturbeziehungen 56 (2024), S. 52-63.
- Vepsä. Maa, kansa, kulttuuri. Toimittanut Lassi Saressalo. Tampereen museot, Tampere / SKS, Helsinki, 2005.
- Nina Zaitseva: Virantanaz – an epic in Vepsian? About the first attempt at an epic, in: Journal of Estonian and Finno-Ugric Linguistics, Vol 6, No 1 (2015), S. 157–174, doi:10.12697/jeful.2015.6.1.09.